# Lucas Fernández Navarro
Lucas Fernández Navarro (Guadalajara, 3 de enero de 1869 - Madrid, 31 de octubre de 1930) fue un geólogo español, autor de trabajos sobre cristalografía, mineralogía y petrografía.

## Biografía
Lucas Fernández nació en Guadalajara el 3 de enero de 1869. Hijo de Inocente Fernández Abás, catedrático de Matemáticas del Instituto Brianda de Mendoza en Guadalajara, del que heredó su interés por las ciencias. En este instituto cursa sus estudios Lucas Fernández, figurando cuatro cursos en el cuadro de honor.
En Madrid estudia Ciencias. Tras doctorarse obtiene por oposición la cátedra de Historia Natural del Instituto de Linares (Jaén), después, en 1898, en el Instituto de Almería y, en 1902, la de Cristalografía en la Universidad Central. En 1911 sumaría la de Mineralogía descriptiva. Fue profesor de la Escuela de Altos Estudios del Ateneo de Madrid, donde presidió la Sección de Ciencias Naturales, Físicas y Matemáticas.
Fue delegado del Ministerio de Instrucción Pública y Bellas Artes al XIII Congreso Geológico Internacional celebrado en Bruselas en 1922. Elegido individuo de número de la Real Academia de las Ciencias Exactas, Físicas y Naturales en abril de 1923, tomó posesión de la plaza en 1925, con un discurso en el que rechaza toda posibilidad científica de la existencia de Atlántida. En 1927 fue elegido presidente de la Real Sociedad Española de Historia Natural.
Integró numerosas comisiones y realizó viajes de exploración por España y el extranjero. Así, en 1917 recorre las Islas Canarias, especialmente la zona del Teide, a unos 3.200 m s. n. m., y después haría lo propio en una expedición científica que recorrió parte del Protectorado español en Marruecos. Se aplicó también en los estudios hidrográficos durante la construcción de los pozos artesianos en Melilla.
Falleció en Madrid el 31 de octubre de 1930.

## Trabajos de campo
- “Quiroguita”,[4] nombre dado a la que consideró una especie nueva de mineral, según trabajos realizados sobre muestras de galena de Sierra Almagrera (provincia de Almería, España), por su facies especial y su elevado contenido en Antimonio y su forma cristalina, perteneciente al sistema tetragonal.[5]

## Obra
- “Pozos artesianos, 126 pp., Ed. Calpe, Madrid, Barcelona, 1900
- “Investigación y alumbramiento de aguas subterráneas. Pozos artesianos”, 165 pp., Sucesores de Manuel Soler, Barcelona[6]
- “Cristalografía” (en Manuales Soler XXXI, 231 pp.), Barcelona
- “Observaciones geológicas en la isla de Hierro”, Memorias de la Real Sociedad Española de Historia Natural, Tomo V, Madrid, 1908, Mem. 2.ª
- “Erupción volcánica del Chinyero (Tenerife) en noviembre de 1909”, Anales de la Junta para ampliación de estudios, Tomo V, Memoria 1.ª, Madrid, 1911[7]
- “Estudios geológicos en el Rif oriental. (Con cuatro grabados intercalados y cinco láminas), pp. 5-62“; y “Observaciones geológicas en la Península Yebálica. 1ª Nota. (Con cuatro láminas y un mapa), pp. 123-156”, Tomo VIII de las Memorias de la Real Sociedad Española de Historia Natural (Dedicado al estudio de Marruecos), Madrid, octubre de 1911 a enero de 1917 Biblioteca Digital Real Jardín Botánico de Madrid, CSIC Archivado el 4 de marzo de 2016 en Wayback Machine.
- “Cristalografía Geométrica”, Ed. Lib General de Victoriano Suárez, 405 pp., con grabados y dibujos, 1915
- “Monografía geológica del Valle de Lozoya”, 100 pp., Ed. Imprenta Clásica Española, Madrid, 1915
- “Sobre traducción española de algunos términos frecuentemente empleados en glaciología”, 9 pp., 1916
- “Paleografía. Historia geológica de la península Ibérica”, en Manuales Corona, Ed. Corona, 238 pp., con grabados e ilustraciones, 1916
- “Nuevas consideraciones sobre el Problema de la Atlantis”, 16 pp., Ed. Imprenta de Fortanet, Madrid, 1917
- “Observaciones geológicas en la isla de Gomera (Canarias)”, Junta para ampliación de estudios, Trabajos del Museo Nacional de Ciencias Naturales, Serie geológica, número 23, Madrid, 1918
- “Las erupciones de fecha histórica en Canarias”, Memoria de la Real Sociedad Española de Historia Natural, Tomo XI, Madrid, 1919
- “A propósito de una caída de polvo en Canarias”, 1919
- “Noticia del meteorito de Olivenza (Badajoz)”, 1924
- “Estudios Hidrogeológicos en el Valle de la Orotava”, 1924[8]
- “Mineralogía”, 200 pp., y “Petrografía”, 30 pp., de “Historia Natural.- Vida de los animales, de las plantas y de la tierra”, Tomo IV, Geología, Instituto Gallach de Librería y Ediciones, Barcelona, 1927[9]
- “Cristalografía”, Manuales Gallach, Ed. Espasa Calpe, 287 pp., con 100 grabados, 1932

## Homenajes y nombramientos
- Bibliotecario (1895),[10] miembro de la comisión de publicación (1911),[11] Vicepresidente (1926)[12] y Presidente (1927)[13] de la Real Sociedad Española de Historia Natural
- Miembro de la Real Academia de Ciencias Exactas, Físicas y Naturales desde 1923.
  - Anexo: Miembros de la Real Academia de Ciencias Exactas, Físicas y Naturales
- Callejero de Las Palmas de Gran Canaria

## Lugares de interés
- Atlantis
- Chinyero (Provincia de Santa Cruz de Tenerife)
- Isla de la Gomera (Canarias)
- Isla de Hierro (Canarias)
- Olivenza (provincia de Badajoz)
- Rif (Marruecos)
- Valle de Lozoya (Provincia de Madrid)
- Valle de la Orotava (Tenerife)